# 이나다정 (가나가와현)
이나다정(일본어: 稲田町)은 1932년 6월 1일부터 1938년 10월 1일까지 존재했던 일본 가나가와현 다치바나군의 정이다.

## 지리
현재의 가와사키시 다마구 북부에 해당한다.

## 역사
- 1889년 4월 1일 - 정촌제 시행에 의해 다치바나군 이나다촌이 성립하였다.
- 1932년 6월 1일 - 정으로 승격해 이나다정이 되었다.
- 1938년 10월 1일 - 가와사키시에 편입해, 동일 이나다정은 폐지되었다.
- 1972년 4월 1일 - 가와사키시가 정령지정도시로 승격해 구촌은 다마구가 되었다.

## 교통

### 철도
- 난부철도 (현 동일본 여객철도)
  - 본선 (현 난부선)
- 오다와라 급행철도 (현 오다큐 전철)
  - 오다와라선

### 도로
- 후추 가도 (현  국도 제409호선

## 기타
가와사키시로 편입된 후에도 마을 사무소가 있던 도도 지구를 비롯한 구 마을 지역에서는 '이나다'라는 명칭이 공공시설 등에서 사용되었으나, 1955년 오다큐전철이 이나다타마가와역을 도도타마가와역(1958년 난부선과 동명의 토도역으로 재개명), 이나다토도역을 무카가오카유엔역으로 개칭한 데 이어 1972년 2006년에는 이나다토도병원도 폐원하여 현재 토도지구에서 '이나다'라는 명칭을 사용하는 것은 부동산 업종의 '이나다 농업부동산' 등 소수의 사례에 불과하다. 반면, 이나다즈쓰미역이 있는 스가 지구에서는 1971년 개통된 게이오 사가미하라선 신역도 '이나다즈쓰미역'이 되어 지금도 '이나다즈쓰미'라는 형태로 '이나다'라는 이름이 많이 남아있다.